# Nelvaan nyelv
A nelvaan nyelv (angolos írásmóddal: Nelvaanese) a Csillagok háborúja elképzelt univerzumának egyik kétlábú, értelmes faja által beszélt nyelv.

## Tudnivalók
A nelvaan nyelvet a Nelvaan bolygón őshonos, törzsi életmódú nelvaanok beszélik. A nyelvből több szót és mondatot is átvettek a bothaiak. Ily módon a bothanoknak könnyebb volt kereskedni a bolygón és a szomszédos világokban.

## Ismert nelvaan szó és jelentése
- holt kazet = szellem kéz